# مارك سينيور
مارك سينيور (بالإنجليزية: Mark Senior)‏ هو منافس ألعاب قوى جامايكي، ولد في 13 ديسمبر 1963.

## وصلات خارجية
- مارك سينيور على موقع الاتحاد الدولي لألعاب القوى (الإنجليزية)
- مارك سينيور على موقع أوليمبيديا (الإنجليزية)